# Арара-ба-Негев

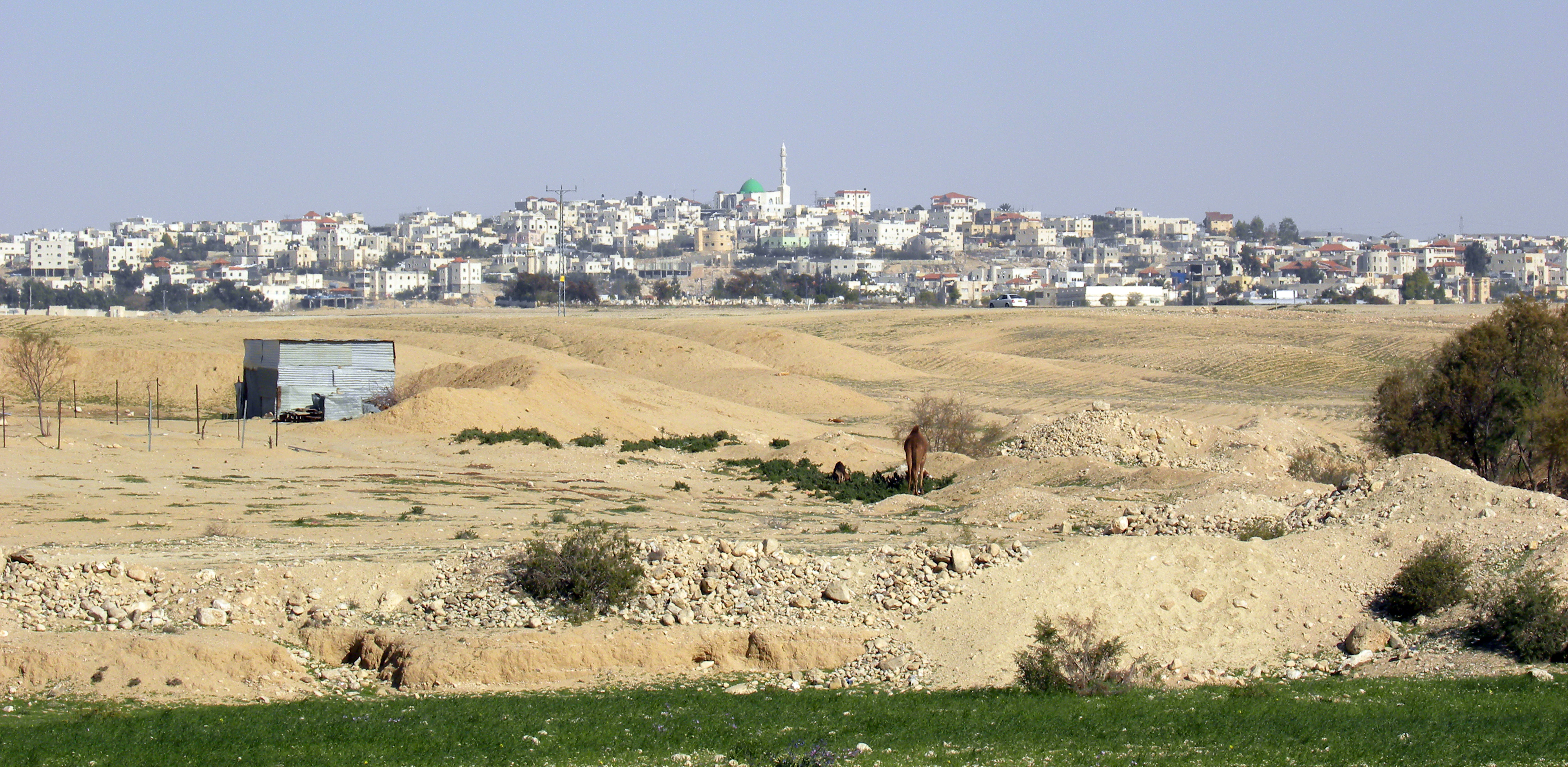

Арара-ба-Негев (ивр. עַרְעָרָה בַּנֶּגֶב‎, араб. عرعرة‎) — бедуинский населённый пункт в Южном округе Израиля.
Арара-ба-Негев была основана в 1982 году как часть правительственного проекта, призванного укоренить бедуинов-кочевников в постоянных поселениях. Территория населённого пункта составляет 14 052 дунамов.

## Население
По данным Центрального статистического бюро Израиля, население на начало 2020 года составляло 18 332 человека.